# Josef Funkenstein
Josef Funkenstein (geboren 25. März 1909 in Buczacz, Österreich-Ungarn (heute Butschatsch, Ukraine); gestorben im 20. Jahrhundert) war ein deutscher Historiker.

## Leben
Josef Funkenstein stammte aus Galizien in Österreich-Ungarn. Über seine Lebensdaten ist nur wenig bekannt, Robert Jütte befragte ihn am 17. Juli 1989 in Freiburg im Breisgau für seine Dissertation über emigrierte jüdische Wissenschaftler. Als sein Sohn Amos Funkenstein 1995 mit 58 Jahren in Berkeley starb, wurde er in den Nachrufen nicht erwähnt.
Funkenstein wuchs in Wien und in Dortmund auf. Er studierte Geschichte in Frankfurt am Main und Breslau und absolvierte 1934 eine Rabbinerausbildung am Jüdisch-Theologischen Seminar Breslau. Seine bei Richard Koebner an der Universität Breslau geschriebene Dissertation konnte er nach der Machtübergabe an die Nationalsozialisten 1933 in Deutschland nicht mehr verteidigen, sondern ging in die Schweiz und wurde 1934 in Basel promoviert.
Funkenstein emigrierte nach Palästina und fand eine Stelle in der öffentlichen Verwaltung. 1937 wurde in Tel Aviv sein Sohn
Amos Funkenstein geboren, der Historiker in den USA wurde. Nach Gründung des Staates Israel wurde Funkenstein stellvertretender Direktor des Institute of Public Administration in Jerusalem und arbeitete dort bis 1958.
Ende der 1950er Jahre kehrte er nach Deutschland zurück und lehrte an der Pädagogischen Hochschule Freiburg. Er erhielt wiederholt Lehraufträge für jüdische Geschichte beim Fachbereich Geschichtswissenschaft der Universität Freiburg im Breisgau. Er nahm 1961/62 eine Gastprofessur an der Universität Bonn wahr, ging von 1964 bis 1966 als Senior Lecturer an die Universität Port Elizabeth in Südafrika und 1968/69 an die Universität Sydney in Australien und hatte 1973/74 eine Gastprofessur an der University of Maryland, USA.

## Schriften (Auswahl)
- Das Alte Testament im Kampf von regnum und sacerdotium zur Zeit des Investiturstreits. Dortmund : M. Horn, 1938. Basel, Phil.-hist. Diss.
- Unction of the ruler in: Josef Fleckenstein, Karl Schmid (Hrsg.): Adel und Kirche : Gerd Tellenbach zum 65. Geburtstag dargebracht von Freunden und Schülern. Freiburg : Herder, 1968, S. 6–14.